# Hemofilija
Hemofilija je naziv za poremećaje procesa zgrušavanja krvi (koagulacije), kod kojih dolazi do nemogućnosti stvaranja ugruška krvi (koagulum), zbog čega postoji sklonost krvarenju (hemoragična dijateza) 
Poremećaji su najčešće nasljedni, te se nasljeđuju recesivno. 
Uzrok bolesti je nedostatak određenih faktora zgrušavanja u krvnoj plazmi, posebnih bjelančevina (npr. antihemofilijski globulin tj. faktor VIII), koje su potrebne za zgrušavanje krvi.
Glavni simptomi hemofilija su krvarenja koja se jako teško zaustavljaju, a mogu biti vanjska (već kod lagane ozljede, kod vađenja zuba) i unutarnja (npr. u zglob ili mišiće).
U novije vrijeme otkriveni su neki oblici hemofilija koji nisu nasljedni.
Stečene hemofilije se mogu javiti u sklopu malignih bolesti ili autoimunih bolesti, kao posljedica stvaranja autoantitijela protiv proteina koje su nužne za zgrušavanje krvi (npr. stečena hemofilija A kao posljedica stvaranja autoantitijela na faktor VIII).

## Hemofilija A i hemofilija B
Postoje dva glavna tipa hemofilije, a to su hemofilija A i hemofilija B, koje se nasljeđuju preko nefunkcionalnog gena koji se nalazi na kromosomu X.
Od ova dva tipa hemofilije obolijevaju najčešće muškarci, zato što imaju samo jedan X kromosom, pa ako naslijede nefunkcionalni gen dolazi do nastanka bolesti. 
Žene obolijevaju rijetko, samo u slučaju ako naslijede oba kromosoma X s nefunkcionalnim genom (npr. otac koji boluje od hemofilije, a majka nositelj gena).
Hemofiliju A uzrokuje nedostatak faktora VIII, dok hemofiliju B uzrokuje nedostatak faktora IX.

## Hemofilija C
Hemofilija C nasljeđuje se autosomno recesivno te je za nastanak bolesti najčešće potrebno naslijediti oba nefunkcionalna gena za faktor XI koji se nalaze na 4. kromosomu.

## Parahemofilija
Parahemofilija nasljeđuje se autosomno recesivno, te je posljedica nedostatka faktora V zgrušavanja krvi.
|  | Molimo pročitajte upozorenje o korištenju medicinskih informacija. Ne provodite liječenje bez savjetovanja s liječnikom! |